# Liste de films tournés dans le département du Calvados
Un certain nombre d'œuvres cinématographiques et télévisuelles ont été tournés dans le département du Calvados.
Voici une liste à compléter de films, téléfilms, feuilletons télévisés, films documentaires… tournés dans le département du Calvados, classés par commune et lieu de tournage et date de diffusion.
- Haut – A
- B
- C
- D
- E
- F
- G
- H
- I
- J
- K
- L
- M
- N
- O
- P
- Q
- R
- S
- T
- U
- V
- W
- X
- Y
- Z

## A
- Arromanches-les-Bains :
  - 1999 : Un pont entre deux rives de Gérard Depardieu et Frédéric Auburtin[1]

- Haut – A
- B
- C
- D
- E
- F
- G
- H
- I
- J
- K
- L
- M
- N
- O
- P
- Q
- R
- S
- T
- U
- V
- W
- X
- Y
- Z

## B
- Basly :
  - 1974 : Les Valseuses de Bertrand Blier

- Bayeux :
  - 1962 : Le Jour le plus long de Ken Annakin, Andrew Marton, Bernhard Wicki, Darryl F. Zanuck et Gerd Oswald
  - 1988 : La Petite Voleuse de Claude Miller
  - 2003 : Un virus au paradis, téléfilm d'Olivier Langlois
  - Tournage en cours (2023) : Gérald le Conquérant de Fabrice Éboué

- Beaumont-en-Auge :
  - 1960 : Arrêtez les tambours de Georges Lautner

- Benerville-sur-Mer :
  - 2004 : La confiance règne de Etienne Chatiliez
  - 2007 : Ce soir je dors chez toi d'Olivier Baroux

- Bénouville (Pegasus Bridge) :
  - 1962 : Le Jour le plus long de Ken Annakin, Andrew Marton, Bernhard Wicki, Darryl F. Zanuck et Gerd Oswald[2],[3]

- Haut – A
- B
- C
- D
- E
- F
- G
- H
- I
- J
- K
- L
- M
- N
- O
- P
- Q
- R
- S
- T
- U
- V
- W
- X
- Y
- Z

## C
- Cabourg :
  - 1954 : Sur le banc de Robert Vernay
  - 1971 : Les Bidasses en folie de Claude Zidi[4]
  - 1977 : La Dentellière de Claude Goretta
  - 1982 : La Boum
  - 1983 : Édith et Marcel de Claude Lelouch[5]
  - 1989 : Valmont de Miloš Forman[6]
  - 1993 : Profil bas de Claude Zidi
  - 1999 : Comme un poisson hors de l'eau d'Hervé Hadmar[7]
  - 2003 : Le Cœur des hommes de Marc Esposito[8]
  - 2007 : La Promeneuse d'oiseaux téléfilm de Jacques Otmezguine
  - 2008 : Coco avant Chanel d'Anne Fontaine
  - 2011 : Intouchables de Olivier Nakache et Éric Toledano
  - 2023 : Le Voyageur; saison 2, épisode 3 : Le roi nu de Klaus Biedermann[9]

- Caen :
  - 1957 : Les Violents d'Henri Calef
  - 1962 : Le Jour le plus long de Ken Annakin, Andrew Marton, Bernhard Wicki, Darryl F. Zanuck et Gerd Oswald
  - 1970 : La Horse de Pierre Granier-Deferre (palais de justice de Caen)
  - 1971 : Les Bidasses en folie de Claude Zidi
  - 1974 : Les Valseuses de Bertrand Blier (Le Monoprix, les scènes où Jeanne (Jeanne Moreau) s'achète des vêtements)
  - 1977 : La Chambre verte de François Truffaut (le cimetière des Quatre-Nations)
  - 1981 : épisode 15 de la série Silas (le château, l'abbaye aux Hommes)
  - 1989 : Valmont de Miloš Forman (L'Abbaye aux Hommes dans les premières scènes au couvent de Madame de Volanges)
  - 1995 : ...à la campagne de Manuel Poirier (quartier de la gare, rue écuyère et rue Arcisse de Caumont, dans un bar Le stingray)
  - 2000 : La Minute de bonheur de Cyril Balayn et David Rault
  - 2000 : Saint-Cyr de Patricia Mazuy (L'Abbaye aux Dames Place Reine Mathilde, L'Abbaye aux Hommes Esplanade Jean-Marie Louvel)
  - 2002 : Possession de Neil LaBute (Université de Caen, Château de Caen, Bistrot du Palais, rue Guillaume de Conquérant)
  - 2004 : Basse Normandie de Patricia Mazuy et Simon Reggiani (Le CHU et église Saint-Nicolas)
  - 2013 : Les Lendemains de Bénédicte Pagnot
  - 2015 : Comment c'est loin d'Orelsan et Christophe Offenstein (L’esplanade du Stade Michel-d'Ornano, Bar Au Chef Raide)
  - 2021 : Ouistreham de Emmanuel Carrère
  - 2023 : Le Voyageur; saison 2, épisode 3 : Le roi nu de Klaus Biedermann[9]
  - Tournage en cours (2023) : Gérald le Conquérant de Fabrice Éboué (maison d'arrêt)

- Cauvicourt :
  - 2023 : Le Voyageur; saison 2, épisode 3 : Le roi nu de Klaus Biedermann[9]

- Clécy :
  - 1952 : Le Plaisir de Max Ophüls
  - 2023 : Le Voyageur; saison 2, épisode 3 : Le roi nu de Klaus Biedermann[9]

- Colleville-sur-Mer
  - 1998 : Il faut sauver le soldat Ryan de Steven Spielberg[10]
  - Tournage en cours (2023) : Gérald le Conquérant de Fabrice Éboué (omaha beach)

- Colombières
  - 2000 : Saint-Cyr de Patricia Mazuy[11]

- Courseulles-sur-Mer
  - 2023 : Le Voyageur; saison 2, épisode 3 : Le roi nu de Klaus Biedermann[9]

- Crépon
  - 1970 : La Horse de Pierre Granier-Deferre

- Creully
  - 1988 : La Petite Voleuse de Claude Miller

- Creully sur Seulles
  - 2023 : Le Voyageur; saison 2, épisode 3 : Le roi nu de Klaus Biedermann[9]

- Cricqueville-en-Bessin (Pointe du Hoc)
  - 1962 : Le Jour le plus long de Ken Annakin, Andrew Marton, Bernhard Wicki, Darryl F. Zanuck et Gerd Oswald

- Haut – A
- B
- C
- D
- E
- F
- G
- H
- I
- J
- K
- L
- M
- N
- O
- P
- Q
- R
- S
- T
- U
- V
- W
- X
- Y
- Z

## D
- Deauville :
  - 1929 : Détresse de Jean Durand
  - 1959 : Les Liaisons dangereuses 1960 de Roger Vadim
  - 1960 : Le Baron de l'écluse de Jean Delannoy
  - 1962 : Un singe en hiver d'Henri Verneuil
  - 1962 : Nous irons à Deauville de Francis Rigaud
  - 1965 : Quand passent les faisans d'Édouard Molinaro
  - 1966 : Un homme et une femme de Claude Lelouch(Hôtel Normandy Barrière[12]
  - 1970 : Les Amis de Gérard Blain
  - 1970 : Le Clair de Terre de Guy Gilles
  - 1972 : La Demoiselle d'Avignon feuilleton télévisé de Michel Wyn
  - 1977 : La Dentellière de Claude Goretta
  - 1978 : Je suis timide... mais je me soigne de Pierre Richard
  - 1982 : Légitime Violence de Serge Leroy (scène du mitraillage dans la gare de Deauville)
  - 1983 : Attention ! Une femme peut en cacher une autre de Georges Lautner
  - 1987 : Tandem de Patrice Leconte (Le casino de Deauville)
  - 1987 : Voulez-vous mourir avec moi ? de Petra Haffter
  - 1997 : La Vérité si je mens ! de Thomas Gilou
  - 2000 : Love me de Laetitia Masson
  - 2000 : Paris-Deauville téléfilm d'Isabelle Broué
  - 2001 : La Vérité si je mens ! 2 de Thomas Gilou
  - 2004 : Qui perd gagne ! de Laurent Bénégui
  - 2004 : La confiance règne de Etienne Chatiliez
  - 2008 : Sagan de Diane Kurys
  - 2009 : Coco avant Chanel d'Anne Fontaine
  - 2013 : Hôtel Normandy de Charles Nemes

- Démouville :
  - 1950 : Ma pomme de Marc-Gilbert Sauvajon

- Dives-sur-Mer :
  - 1974 : Le Gitan de José Giovanni (Les scènes du début sont tournées dans les cités de l'usine, devenues aujourd'hui Port Guillaume.)
  - 1977 : Alice ou la Dernière Fugue de Claude Chabrol
  - 1998 : Hasards ou Coïncidences de Claude Lelouch
  - 2000 : Saint-Cyr de Patricia Mazuy (Dans les marais de Dives-sur-Mer)
  - 2013 : Hôtel Normandy de Charles Nemes

- Haut – A
- B
- C
- D
- E
- F
- G
- H
- I
- J
- K
- L
- M
- N
- O
- P
- Q
- R
- S
- T
- U
- V
- W
- X
- Y
- Z

- Douville-en-Auge
  - Tournage en cours (2023) : Gérald le Conquérant de Fabrice Éboué

## E
- Epron :
  - 1950 : Au fil des ondes de Pierre Gautherin

- Haut – A
- B
- C
- D
- E
- F
- G
- H
- I
- J
- K
- L
- M
- N
- O
- P
- Q
- R
- S
- T
- U
- V
- W
- X
- Y
- Z

## F
- Falaise
  - 1971 : Les Bidasses en folie de Claude Zidi[13]
  - Tournage en cours (2023) : Gérald le Conquérant de Fabrice Éboué

- Haut – A
- B
- C
- D
- E
- F
- G
- H
- I
- J
- K
- L
- M
- N
- O
- P
- Q
- R
- S
- T
- U
- V
- W
- X
- Y
- Z

## G
- Géfosse-Fontenay
  - 1970 : La Horse de Pierre Granier-Deferre

- Gonneville-sur-Honfleur
  - 1999 : Un pont entre deux rives de Gérard Depardieu et Frédéric Auburtin[14]

- Haut – A
- B
- C
- D
- E
- F
- G
- H
- I
- J
- K
- L
- M
- N
- O
- P
- Q
- R
- S
- T
- U
- V
- W
- X
- Y
- Z

- Graye-sur-Mer
  - 2023 : Le Voyageur; saison 2, épisode 3 : Le roi nu de Klaus Biedermann[9]

## H
- Hermanville-sur-Mer
  - 1979 : Tess de Roman Polanski
  - 2000 : Le Grand Patron, série télévisée, d'Eric Summer, Stéphane Kappes, Dominique Ladoge…

- Honfleur :
  - 1924 : L'Heureuse Mort de Serge Nadejdine
  - 1953 : Les Trois Mousquetaires d'André Hunebelle
  - 1968 : L'Homme à la Buick de Gilles Grangier
  - 1971 : Les Malheurs d'Alfred de Pierre Richard
  - 1972 : La Demoiselle d'Avignon feuilleton télévisé de Michel Wyn[15]
  - 1972 : Nous ne vieillirons pas ensemble de Maurice Pialat
  - 1975 : Docteur Françoise Gailland de Jean-Louis Bertuccelli
  - 1977 : La Coccinelle à Monte-Carlo de Vincent McEveety[16]
  - 1977 : La Chambre verte de François Truffaut
  - 1978 : Tendre Poulet de Philippe de Broca
  - 1985 : Le Quatrième Pouvoir de Serge Leroy
  - 2003 : Tristan de Philippe Harel[17]
  - 2020: La Honfleuraise de Laurent Le Bouc, adapté du roman homonyme de Nicole Badouard, édition du Net

- Houlgate :
  - 1962 : Un singe en hiver d'Henri Verneuil[18]
  - 1998 : En plein cœur de Pierre Jolivet
  - 1992 : Les Nuits fauves de Cyril Collard

- Haut – A
- B
- C
- D
- E
- F
- G
- H
- I
- J
- K
- L
- M
- N
- O
- P
- Q
- R
- S
- T
- U
- V
- W
- X
- Y
- Z

## J
- Haut – A
- B
- C
- D
- E
- F
- G
- H
- I
- J
- K
- L
- M
- N
- O
- P
- Q
- R
- S
- T
- U
- V
- W
- X
- Y
- Z

## L
- Les Monts d'Aunay
  - 2023 : Le Voyageur; saison 2, épisode 3 : Le roi nu de Klaus Biedermann[9]

- Lisieux
  - 1962 : Un singe en hiver d'Henri Verneuil[19]

- Longues-sur-Mer
  - 1962 : Le Jour le plus long de Ken Annakin, Andrew Marton, Bernhard Wicki, Darryl F. Zanuck et Gerd Oswald[20]
  - 2009 : Coco avant Chanel d'Anne Fontaine

- Longvillers
  - 2023 : Le Voyageur; saison 2, épisode 3 : Le roi nu de Klaus Biedermann[9]

- Luc-sur-Mer
  - 1974 : Les Valseuses de Bertrand Blier[21]
  - 1980 : Un mauvais fils de Claude Sautet[22]
  - 2023:  Des Mains d'or d'Isabelle Mergault avec Lambert Wilson et Josiane Balasko.

- Haut – A
- B
- C
- D
- E
- F
- G
- H
- I
- J
- K
- L
- M
- N
- O
- P
- Q
- R
- S
- T
- U
- V
- W
- X
- Y
- Z

## M
- Mathieu
  - 2023 : Le Voyageur; saison 2, épisode 3 : Le roi nu de Klaus Biedermann[9]

- Merville-Franceville-Plage
  - 1999 : Un pont entre deux rives de Gérard Depardieu et Frédéric Auburtin
  - 2008 : Coco avant Chanel d'Anne Fontaine

- Mézidon-Canon
  - 2000 : Saint-Cyr de Patricia Mazuy[23]

- Haut – A
- B
- C
- D
- E
- F
- G
- H
- I
- J
- K
- L
- M
- N
- O
- P
- Q
- R
- S
- T
- U
- V
- W
- X
- Y
- Z

## O
- Omaha Beach
  - 2004 : Basse Normandie de Patricia Mazuy et Simon Reggiani

- Ouistreham :
  - 1974 : Les Valseuses de Bertrand Blier
  - 1977 : La Dentellière de Claude Goretta
  - 2008 : Disco de Fabien Onteniente[24]
  - 2013 : Turf de Fabien Onteniente
  - 2021 : Ouistreham de Emmanuel Carrère
  - 2023 : Le Voyageur; saison 2, épisode 3 : Le roi nu de Klaus Biedermann[9]

- Haut – A
- B
- C
- D
- E
- F
- G
- H
- I
- J
- K
- L
- M
- N
- O
- P
- Q
- R
- S
- T
- U
- V
- W
- X
- Y
- Z

## P
- Pennedepie : 
  - 1959 : Les Quatre Cents Coups de François Truffaut

- Pontécoulant :
  - 1952 : Le Plaisir de Max Ophüls

- Pont-l'Évêque :
  - 2000 : Les Misérables feuilleton de Josée Dayan[25]
  - 2007 : La Promeneuse d'oiseaux téléfilm de Jacques Otmezguine

- Port-en-Bessin-Huppain :
  - 1950 : La Marie du port de Marcel Carné
  - 1962 : Un singe en hiver de Henri Verneuil Scène de marché aux poissons tournée sur le quai devant la criée
  - 1962 : Le Jour le plus long de Ken Annakin, Andrew Marton, Bernhard Wicki, Darryl F. Zanuck et Gerd Oswald[26]
  - 1988 : La Petite Voleuse de Claude Miller
  - 2011 : Angèle et Tony de Alix Delaporte.

- Haut – A
- B
- C
- D
- E
- F
- G
- H
- I
- J
- K
- L
- M
- N
- O
- P
- Q
- R
- S
- T
- U
- V
- W
- X
- Y
- Z

## R
- Ranville (Pegasus Bridge) 
  - 1962 : Le Jour le plus long de Ken Annakin, Andrew Marton, Bernhard Wicki, Darryl F. Zanuck et Gerd Oswald

- Russy : 
  - 2004 : Basse Normandie de Patricia Mazuy et Simon Reggiani

- Haut – A
- B
- C
- D
- E
- F
- G
- H
- I
- J
- K
- L
- M
- N
- O
- P
- Q
- R
- S
- T
- U
- V
- W
- X
- Y
- Z

## S
- Saint-Aubin-sur-Mer
  - 1974 : Mariage de Claude Lelouch
  - 1977 : Diabolo menthe de Diane Kurys
  - 2006 : Il sera une fois de Sandrine Veysset
  - 2006 : Je vais bien, ne t'en fais pas de Philippe Lioret[27]
  - 2006 : Il sera une fois de Sandrine Veysset[28]
  - 2015 : Comment c'est loin d'Orelsan
  - 2023:  Des Mains d'or d'Isabelle Mergault avec Lambert Wilson et Josiane Balasko.

- Saint-Germain-de-Livet
  - 1984 : Les Cerfs-volants, série télévisée de Pierre Badel[29]

- Sallenelles :
  - 1954 : Sur le banc de Robert Vernay

- Saon
  - 1970 : La Horse de Pierre Granier-Deferre

- Soignolles
  - 2023 : Le Voyageur; saison 2, épisode 3 : Le roi nu de Klaus Biedermann[9]

- Haut – A
- B
- C
- D
- E
- F
- G
- H
- I
- J
- K
- L
- M
- N
- O
- P
- Q
- R
- S
- T
- U
- V
- W
- X
- Y
- Z

## T
- Trouville-sur-Mer
  - 1929 : Détresse de Jean Durand
  - 1952 : Le Plaisir de Max Ophüls
  - 1974 : Le Gitan de José Giovanni
  - 1980 : Trois hommes à abattre de Jacques Deray[30]
  - 2007 : La Promeneuse d'oiseaux téléfilm de Jacques Otmezguine
  - 2008 : Coco avant Chanel d'Anne Fontaine
  - 2008 : Sagan de Diane Kurys

- Troarn
  - 2000 : Saint-Cyr de Patricia Mazuy

- Haut – A
- B
- C
- D
- E
- F
- G
- H
- I
- J
- K
- L
- M
- N
- O
- P
- Q
- R
- S
- T
- U
- V
- W
- X
- Y
- Z

## U
- Haut – A
- B
- C
- D
- E
- F
- G
- H
- I
- J
- K
- L
- M
- N
- O
- P
- Q
- R
- S
- T
- U
- V
- W
- X
- Y
- Z

## V
- Valorbiquet
  - 2020 : Louloute de Hubert Viel

- Varaville
  - 2023 : Le Voyageur; saison 2, épisode 3 : Le roi nu de Klaus Biedermann[9]

- Vierville-sur-Mer
  - 1962 : Le Jour le plus long de Ken Annakin, Andrew Marton, Bernhard Wicki, Darryl F. Zanuck et Gerd Oswald[31]

- Villers-sur-Mer :
  - 1959 : Les Quatre Cents Coups de François Truffaut
  - 1961 : Madame se meurt de Jean Cayrol et Claude Durand
  - 1995 : Les Misérables de Claude Lelouch

- Villerville :
  - 1962 : Un singe en hiver d'Henri Verneuil[32],[33],[34],[35],[36],[37],[38]

- Villiers-le-Sec
  - 2023 : Le Voyageur; saison 2, épisode 3 : Le roi nu de Klaus Biedermann[9]

- Vire :
  - 1948 : Manon d'Henri-Georges Clouzot